# Печенічіно
Печенічіно (рос. Печеничино) — присілок у Волховському районі Ленінградської області Російської Федерації.
Населення становить станом на 2017 рік становить 7 осіб. Належить до муніципального утворення Паське сільське поселення.

## Історія
Згідно із законом № 56-оз від 6 вересня 2004 року належить до муніципального утворення Паське сільське поселення.

## Населення
| 1838 | 1862 | 1997 | 2007 | 2010 | 2012 | 2017 |
| ---- | ---- | ---- | ---- | ---- | ---- | ---- |
| 36   | ↗53  | ↘16  | ↘7   | ↘4   | ↗9   | ↘7   |